# Ophelia (Millais)
Ophelia (in italiano anche Ofelia) è un dipinto a olio su tela (76,2×111,8 cm) del pittore preraffaellita John Everett Millais, realizzato nel biennio 1851-1852 e appartenente alla collezione della Tate di Londra.

## IlpersonaggioOfelia

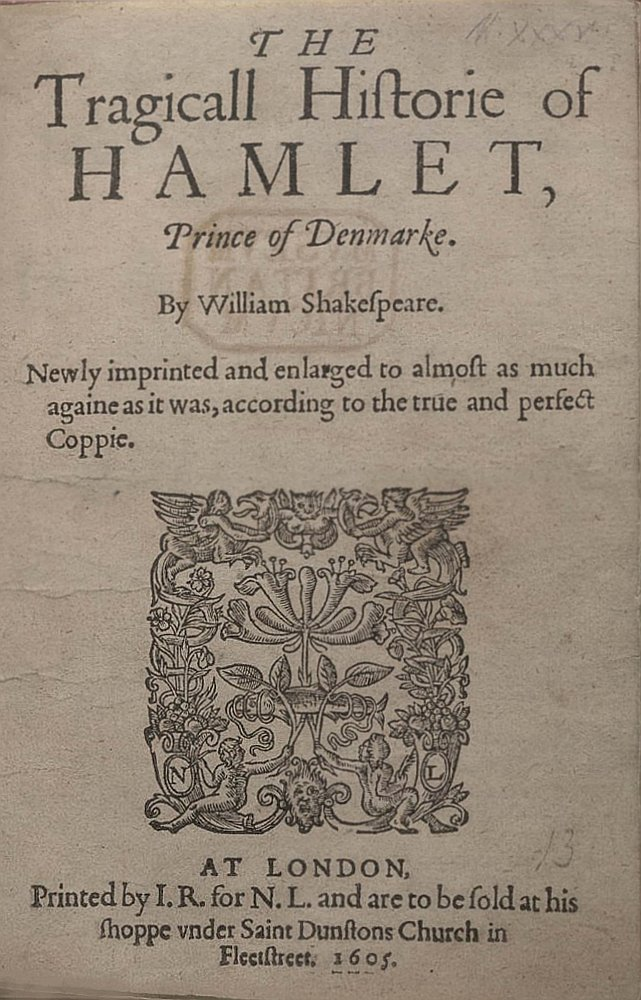
Frontespizio dell'edizione del 1605 dell'Amleto

La tela si ispira al personaggio di Ofelia, uno dei protagonisti dell'Amleto di William Shakespeare. A dare avvio alla tragedia shakesperiana vi è l'improvvisa apparizione dello spettro del padre di Amleto che, rivelando l'autore dell'omicidio, il fratello Claudio, chiede al figlio vendetta. Amleto quindi rimanda l'azione fingendosi pazzo: lo squilibrio viene attribuito all'amore che egli nutre per Ofelia, figlia del ciambellano Polonio (la giovane, effettivamente, era stata già in passato bersaglio delle mire amorose di Amleto). La follia di Amleto lacera nel profondo la fanciulla: Amleto, per proseguire il proprio intrigo, non esita infatti a insultare impudentemente la pur amata Ofelia. La situazione precipita quando, inscenato dinanzi a Claudio il dramma dell'omicidio perpetrato ai danni del re, Amleto uccide Polonio. Ofelia è ormai incapace di ragionare assennatamente in seguito alla morte del padre e, disgraziatamente, muore annegando in un ruscello. Il suo trapasso viene reso noto al pubblico nella seguente battuta:
(Amleto, Atto IV, scena VII)

## Storia

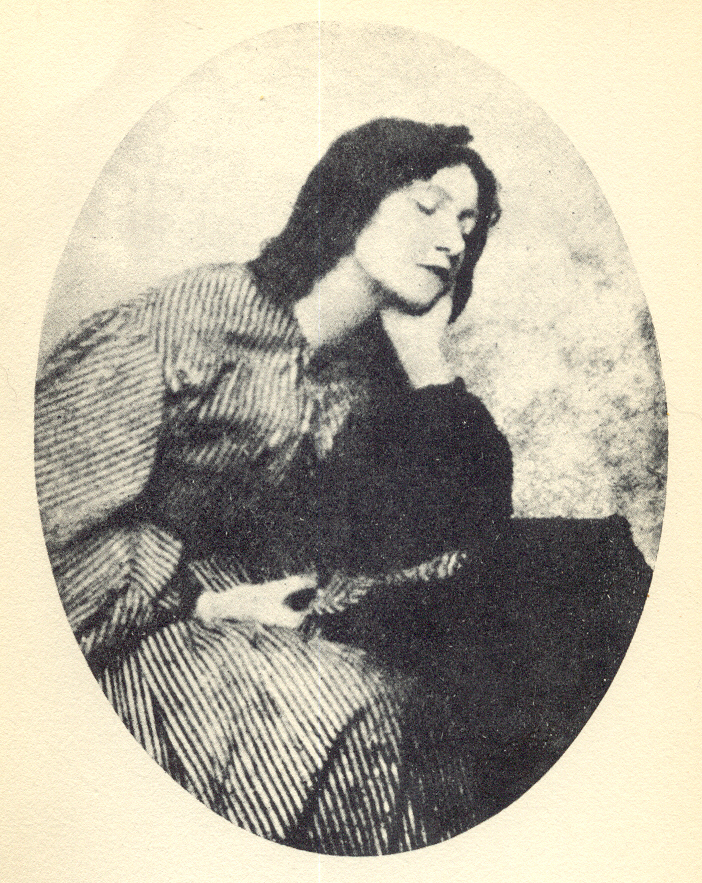
Elizabeth Siddal nel 1860

Millais intendeva destinare l'opera per la parte superiore di un lussuoso baldacchino imperiale: è per questo motivo che la tela presenta uno sviluppo orizzontale e i due angoli superiori smussati.
La genesi dell'opera si articolò in due fasi distinte: nella prima venne dipinto il paesaggio, mentre la figura di Ofelia è stata realizzata in un secondo tempo. Millais, nel pieno rispetto dei canoni puristi della pittura preraffaellita, per meglio rendere l'ambientazione naturale del dipinto realizzò lo sfondo en plein air, basandosi sulla lussureggiante vegetazione presente ai bordi del fiume Hogsmill, a Ewell, nel Surrey; e lì rimase per circa cinque mesi, operando per più di undici ore al giorno. Quando Millais lasciò Ewell, la tela era di fatto completata, salvo lo spazio centrale, bianco in attesa dell'inserimento della figura shakesperiana.
Per la sua Ofelia, Millais scelse la modella Elizabeth Siddal, detta Lizzie e futura moglie dell'amico Dante Gabriel Rossetti e, generalmente, una delle donne chiave dell'epopea preraffaellita. Per riprodurre fedelmente l'annegamento della fanciulla, Millais fece immergere la propria musa in una vasca da bagno riscaldata con delle candele, al suo appartamento al numero 7 di Gower Street, a Londra. La resistenza della ragazza fu notevole, anche quando malauguratamente il riscaldamento cessò di funzionare: la Siddal stoicamente continuò a posare, contraendo una feroce bronchite che ne minò definitivamente la salute. Questa disattenzione comportò a Millais il pagamento di un indennizzo di cinquanta sterline, atto a rimborsare le spese mediche che il padre della Siddal affrontò per assicurare la guarigione alla figlia.

## Descrizione
L'opera raffigura Ofelia che, appena caduta nel ruscello, è distesa a pelo d'acqua con le mani aperte e i fiori del mazzo che vanno disperdendosi nel fluttuante elemento. La ragazza, inserita in uno spazio efficacemente autentico (che comprende anche alcuni animali, tra cui un pettirosso ed un ratto d'acqua, e persino un teschio) non oppone resistenza alla corrente, abbandonandosi completamente a quello che sarà il suo fangoso sepolcro.
Millais carica la flora dell'opera di un forte valore simbolico. Le specie floreali ivi presenti, infatti, sono incluse o perché sono state direttamente citate nella tragedia shakesperiana, o, soprattutto, per la loro pregnante valenza simbolica, atta a sottolineare la caducità della vita dell'infelice fanciulla.
|  | Questi fiori bianchi, probabilmente ranuncoli, simboleggiano ingratitudine oppure superficialità. |
|  | Per mezzo del ramo di salice piangente inclinato verso il capo di Ofelia viene rappresentato l'amore non ricambiato. |
|  | Le foglioline di ortica che crescono a lato del salice simboleggiano il dolore. |
|  | Le margherite che galleggiano vicino alla mano destra della ragazza esprimono in forma simbolica l'innocenza; la stessa Ofelia ne fa menzione, affermando «c'è una margherita», nell'Atto IV, scena V. |
|  | La lisimachia violacea presente all'angolo in alto a destra, appena sotto il margine superiore del dipinto, allude ai «lunghi fiori color porpora» citati nella tragedia: in realtà Shakespeare si riferiva all'orchidea purpurea. |
|  | Le rose galleggianti vicino alla guancia di Ofelia, già richiamate da Shakespeare in atto IV, scena V (quando Laerte chiama la sorella «rosa di maggio»), sono simboli di gioventù, amore e bellezza. |
|  | La ghirlanda di violette che cinge il collo di Ofelia pure fa riferimento all'atto IV, scena V: «e le violette ti vorrei dare, ma appassiron tutte quando morì mio padre. M'hanno detto che ha fatto buona fine...». La violetta, oltre a simboleggiare la fedeltà, è anche un'allusione alla castità ed alla precoce morte della fanciulla. |
|  | L'olmaria (regina dei prati) sottolinea la futilità della morte della fanciulla. |
|  | I nontiscordardimé al margine del fiume, tinti di un blu pallido, celano la propria valenza simbolica nella loro denominazione. |
|  | La viola galleggiante sulla veste di Ofelia pure fa riferimento ad Atto IV, scena IV, dove la ragazza ne raccoglie un mazzo «per i [...] pensieri»: non a caso, questo fiore simboleggia proprio la riflessione. |
|  | L'adonide (pianta molto simile al papavero) a lato della viola sottolinea il dolore che sta lacerando Ofelia. |
|  | La sofferenza di Ofelia viene messa in rilievo anche mediante la presenza della fritillaria, tra il corpo della donna ed il margine del fiume. |
|  | Infine, il papavero - con i suoi lugubri semi neri - è il simbolo del sonno e della morte. |

## Retaggio

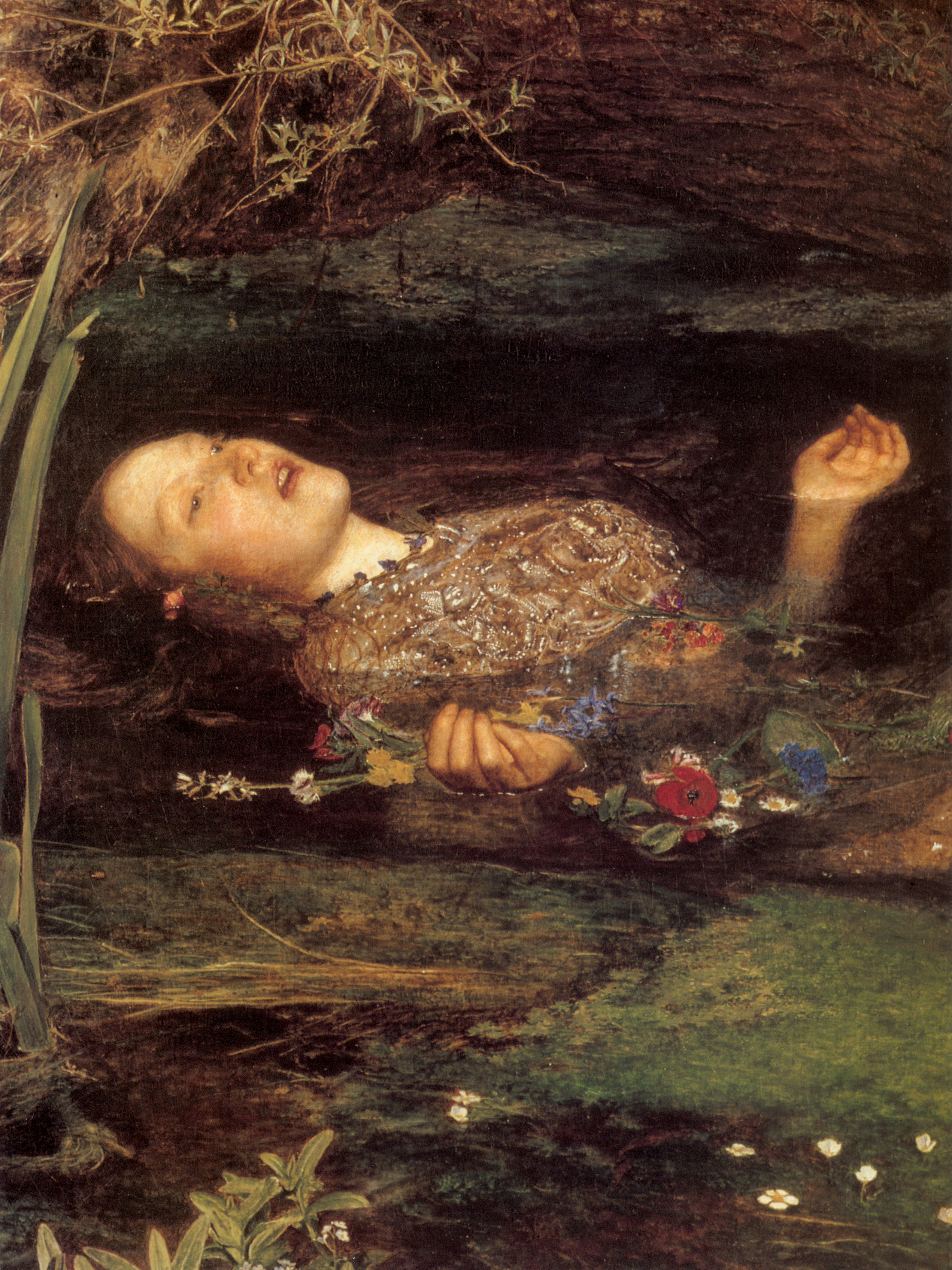
Dettaglio del dipinto

Ophelia, esposta pubblicamente per la prima volta nel 1852 alla Royal Academy of Arts londinese, riscosse inizialmente una tiepida accoglienza. Un recensore del Times scrisse che «ci dev'essere qualcosa di stranamente perverso in una mente che getta Ofelia in un canale brulicante di erbacce»; analogamente, un altro critico fu categorico nel dire che «l'Ophelia del signor Millais ... ci fa pensare a una popolare casalinga». Pure John Ruskin, che era un fervente ammiratore di Millais, comunque apprezzando la tecnica del dipinto («squisita», come affermò egli stesso), esitò a elogiare la scelta di collocare la scena in un paesaggio del Surrey, giudicato troppo artificioso.
Nel ventesimo secolo il dipinto fu invece difeso dal pittore surrealista Salvador Dalí. In un articolo pubblicato nel 1936 si leggeva: «come poteva Salvador Dalì non essere abbagliato dal flagrante surrealismo dei Preraffaelliti inglesi. I dipinti dei Preraffaelliti ci consegnano donne raggianti che sono, allo stesso tempo, le più desiderabili e le più spaventose che esistono». Nel 1906, lo scrittore giapponese Natsume Sōseki spese parole di ammirazione per il dipinto in uno dei suoi romanzi; da allora il quadro è molto popolare in Giappone, tanto che fu esibito a Tokyo nel 1998 e nel 2008.